# UCI World Tour 2015
L'UCI World Tour 2015 fou la cinquena edició de l'UCI World Tour. Inclogué 28 proves, una menys que a l'edició del 2014, a causa de la desaparició del Tour de Pequín.
L'espanyol Alejandro Valverde (Movistar Team) revalidà el triomf aconseguit en l'edició precedent i s'imposà a la classificació individual, tot superant el català Joaquim Rodríguez (Katusha) i el colombià Nairo Quintana (Movistar Team). El Movistar es proclamà campió per equips per tercera vegada consecutiva.

## Equips
Els 17 equips que tenien llicència World Tour tenien el dret i l'obligació de participar en totes les curses del calendari.
| Codi UCI | Equip            |
| -------- | ---------------- |
| ALM      | Ag2r La Mondiale |
| AST      | Astana Pro Team  |
| BMC      | BMC Racing Team  |
| EQS      | Etixx-Quick Step |
| FDJ      | FDJ.fr           |
| IAM      | IAM Cycling      |
| LAM      | Lampre-Merida    |
| LTS      | Lotto-Soudal     |
| MOV      | Movistar Team    |

| Codi UCI | Equip               |
| -------- | ------------------- |
| OGE      | Orica GreenEDGE     |
| TCG      | Cannondale-Garmin   |
| TGA      | Team Giant-Alpecin  |
| TLJ      | Team LottoNL-Jumbo  |
| KAT      | Team Katusha        |
| SKY      | Team Sky            |
| TCS      | Tinkoff-Saxo        |
| TFR      | Trek Factory Racing |

## Calendari i resultats
|    | Data                      | Nom de la cursa                                            | País                    | Vencedor                 | Classificació individual | Classificació per equips | Classificació per país |
| -- | ------------------------- | ---------------------------------------------------------- | ----------------------- | ------------------------ | ------------------------ | ------------------------ | ---------------------- |
| 1  | 20-25 de gener            | Tour Down Under                                            | Austràlia               | Rohan Dennis (AUS)       | Rohan Dennis (AUS)       | BMC Racing Team (USA)    | Austràlia              |
| 2  | 8-15 de març              | París-Niça                                                 | França                  | Richie Porte (AUS)       | Richie Porte (AUS)       | Team Sky (GBR)           | Austràlia              |
| 3  | 11-17 de març             | Tirrena-Adriàtica                                          | Itàlia                  | Nairo Quintana (COL)     | Richie Porte (AUS)       | Team Sky (GBR)           | Austràlia              |
| 4  | 22 de març                | Milà-Sanremo                                               | Itàlia                  | John Degenkolb (GER)     | Richie Porte (AUS)       | Team Sky (GBR)           | Austràlia              |
| 5  | 27 de març                | E3 Harelbeke                                               | Bèlgica                 | Geraint Thomas (GBR)     | Richie Porte (AUS)       | Team Sky (GBR)           | Austràlia              |
| 6  | 23-29 de març             | Volta a Catalunya                                          | Catalunya               | Richie Porte (AUS)       | Richie Porte (AUS)       | Team Sky (GBR)           | Austràlia              |
| 7  | 29 de març                | Gant-Wevelgem                                              | Bèlgica                 | Luca Paolini (ITA)       | Richie Porte (AUS)       | Team Sky (GBR)           | Austràlia              |
| 8  | 5 d'abril                 | Tour de Flandes                                            | Bèlgica                 | Alexander Kristoff (NOR) | Richie Porte (AUS)       | Team Sky (GBR)           | Austràlia              |
| 9  | 6-11 d'abril              | Volta al País Basc                                         | País Basc               | Joaquim Rodríguez (CAT)  | Richie Porte (AUS)       | Team Sky (GBR)           | Austràlia              |
| 10 | 12 d'abril                | París-Roubaix                                              | França                  | John Degenkolb (GER)     | Richie Porte (AUS)       | Team Sky (GBR)           | Austràlia              |
| 11 | 19 d'abril                | Amstel Gold Race                                           | Països Baixos           | Michał Kwiatkowski (POL) | Richie Porte (AUS)       | Etixx-Quick Step (BEL)   | Austràlia              |
| 12 | 22 d'abril                | Fletxa Valona                                              | Bèlgica                 | Alejandro Valverde (ESP) | Richie Porte (AUS)       | Etixx-Quick Step (BEL)   | Austràlia              |
| 13 | 26 d'abril                | Lieja-Bastogne-Lieja                                       | Bèlgica                 | Alejandro Valverde (ESP) | Alejandro Valverde (ESP) | Etixx-Quick Step (BEL)   | Espanya                |
| 14 | 28 d'abril-3 de maig      | Tour de Romandia                                           | Suïssa                  | Ilnur Zakarin (RUS)      | Alejandro Valverde (ESP) | Etixx-Quick Step (BEL)   | Espanya                |
| 15 | 9-31 de maig              | Giro d'Itàlia                                              | Itàlia                  | Alberto Contador (ESP)   | Alejandro Valverde (ESP) | Etixx-Quick Step (BEL)   | Espanya                |
| 16 | 7-14 de juny              | Critèrium del Dauphiné                                     | França                  | Christopher Froome (GBR) | Alejandro Valverde (ESP) | Team Sky (GBR)           | Espanya                |
| 17 | 13-21 de juny             | Volta a Suïssa                                             | Suïssa                  | Simon Špilak (SLO)       | Alejandro Valverde (ESP) | Team Katusha (RUS)       | Espanya                |
| 18 | 5-27 de juliol            | Tour de França                                             | França                  | Christopher Froome (GBR) | Alejandro Valverde (ESP) | Team Sky (GBR)           | Espanya                |
| 19 | 1 d'agost                 | Clàssica de Sant Sebastià                                  | País Basc               | Adam Yates (GBR)         | Alejandro Valverde (ESP) | Team Sky (GBR)           | Espanya                |
| 20 | 2-8 d'agost               | Volta a Polònia                                            | Polònia                 | Ion Izagirre (ESP)       | Alejandro Valverde (ESP) | Team Sky (GBR)           | Espanya                |
| 21 | 10-16 d'agost             | Eneco Tour                                                 | Països Baixos · Bèlgica | Tim Wellens (BEL)        | Alejandro Valverde (ESP) | Team Sky (GBR)           | Espanya                |
| 23 | 23 d'agost                | Vattenfall Cyclassics                                      | Alemanya                | André Greipel (GER)      | Alejandro Valverde (ESP) | Team Sky (GBR)           | Espanya                |
| 24 | 30 d'agost                | GP Ouest France-Plouay                                     | França                  | Alexander Kristoff (NOR) | Alejandro Valverde (ESP) | Team Katusha (RUS)       | Espanya                |
| 25 | 11 de setembre            | G. P. Ciclista de Quebec                                   | Canadà                  | Rigoberto Urán (COL)     | Alejandro Valverde (ESP) | Team Katusha (RUS)       | Espanya                |
| 22 | 22 d'agost-13 de setembre | Volta a Espanya                                            | Espanya                 | Fabio Aru (ITA)          | Alejandro Valverde (ESP) | Team Katusha (RUS)       | Espanya                |
| 26 | 13 de setembre            | G. P. Ciclista de Mont-real                                | Canadà                  | Tim Wellens (BEL)        | Alejandro Valverde (ESP) | Team Katusha (RUS)       | Espanya                |
| 27 | 20 de setembre            | Contrarellotge per equips al Campionat del món de ciclisme | Estats Units            | BMC Racing Team (USA)    | Alejandro Valverde (ESP) | Movistar Team (ESP)      | Espanya                |
| 28 | 4 d'octubre               | Volta a Llombardia                                         | Itàlia                  | Vincenzo Nibali (ITA)    | Alejandro Valverde (ESP) | Movistar Team (ESP)      | Espanya                |

Notes
1. ↑  El Campionat del Món de ciclisme en contrarellotge per equips només donà punts en la classificació per equips.

## Classificacions

### Classificació individual
Ciclistes amb el mateix nombre de punts es classifiquen per nombre de victòries i, si persisteix l'empat, pel nombre de segons llocs, tercers llocs, i així successivament, en les curses World Tour i les etapes.
| Pos. | Nom                      | Equip                   | Punts |
| ---- | ------------------------ | ----------------------- | ----- |
| 1    | Alejandro Valverde (ESP) | Movistar Team           | 675   |
| 2    | Joaquim Rodríguez (CAT)  | Team Katusha            | 474   |
| 3    | Nairo Quintana (COL)     | Movistar Team           | 457   |
| 4    | Alexander Kristoff (NOR) | Team Katusha            | 453   |
| 5    | Fabio Aru (ITA)          | Astana Qazaqstan Team   | 448   |
| 6    | Chris Froome (GBR)       | Team Sky                | 430   |
| 7    | Alberto Contador (ESP)   | Team Tinkoff-Saxo       | 407   |
| 8    | Greg Van Avermaet (BEL)  | BMC Racing Team         | 324   |
| 9    | Rui Costa (POR)          | Lampre-Merida           | 324   |
| 10   | Thibaut Pinot (FRA)      | FDJ                     | 319   |
| 11   | Richie Porte (AUS)       | Team Sky                | 314   |
| 12   | John Degenkolb (GER)     | Team Giant-Alpecin      | 302   |
| 13   | Rigoberto Urán (COL)     | Omega Pharma-Quick Step | 301   |
| 14   | Geraint Thomas (GBR)     | Team Sky                | 283   |
| 15   | Tom Dumoulin (NED)       | Team Giant-Alpecin      | 271   |
| 16   | Simon Špilak (SLO)       | Team Katusha            | 269   |
| 17   | Peter Sagan (SVK)        | Team Tinkoff-Saxo       | 257   |
| 18   | Domenico Pozzovivo (ITA) | AG2R La Mondiale        | 242   |
| 19   | Vincenzo Nibali (ITA)    | Astana Qazaqstan Team   | 238   |
| 20   | Michael Matthews (AUS)   | Orica-GreenEDGE         | 221   |
| 21   | Daniel Moreno (ESP)      | Team Katusha            | 216   |
| 22   | Bauke Mollema (NED)      | Trek Factory Racing     | 212   |
| 23   | Romain Bardet (FRA)      | AG2R La Mondiale        | 206   |
| 24   | André Greipel (GER)      | Lotto Soudal            | 203   |
| 25   | Tim Wellens (BEL)        | Lotto Soudal            | 195   |

- 215 ciclistes aconseguiren puntuar. 48 altres ciclistes finalitzaren en posicions de punts, però no en reberen perquè no formaven part d'equips amb categoria World Tour.

### Classificació per equips
La classificació per equips es calcula per la suma de la posició dels cinc millors ciclistes de cada un dels equips, més els punts obtinguts en la Contrarellotge per equips masculina.
| Pos. | Equip                 | Punts | Millors 5 ciclistes                                                               | WTTT |
| ---- | --------------------- | ----- | --------------------------------------------------------------------------------- | ---- |
| 1    | Movistar Team         | 1619  | Valverde (675), N. Quintana (457), I. Izagirre (173), Amador (93), Intxausti (81) | 140  |
| 2    | Team Katusha          | 1606  | Rodríguez (474), Kristoff (453), Špilak (269), D. Moreno (216), Zakarin (194)     | 0    |
| 3    | Team Sky              | 1378  | Froome (430), Porte (314), Thomas (283), Ser. Henao (167), Nieve (104)            | 80   |
| 4    | Etixx-Quick Step      | 1158  | Urán (301), Kwiatkowski (195), Alaphilippe (180), Štybar (172), Terpstra (140)    | 170  |
| 5    | Astana Qazaqstan Team | 1106  | Aru (448), Nibali (238), Landa (164), Boom (102), Fuglsang (64)                   | 90   |
| 6    | BMC Racing Team       | 1010  | Van Avermaet (324), Gilbert (179), Dennis (135), van Garderen (96), Evans (76)    | 200  |
| 7    | Team Tinkoff-Saxo     | 929   | Contador (407), P. Sagan (257), Majka (165), Kreuziger (64), Breschel (36)        | 0    |
| 8    | Orica-GreenEDGE       | 845   | Matthews (221), A. Yates (150), S. Yates (148), Chaves (134), Albasini (62)       | 130  |
| 9    | Lotto Soudal          | 832   | Greipel (203), Wellens (195), Gallopin (127), De Clercq (106), Benoot (101)       | 100  |
| 10   | Team Giant-Alpecin    | 769   | Degenkolb (302), T. Dumoulin (271), Barguil (34), Geschke (32), Sinkeldam (10)    | 120  |
| 11   | AG2R La Mondiale      | 587   | Pozzovivo (242), Bardet (206), Bakelants (59), Vuillermoz (49), Riblon (31)       | 0    |
| 12   | Lampre-Merida         | 566   | Costa (324), Ulissi (98), Bonifazio (60), Modolo (43), Valls (41)                 | 0    |
| 13   | Trek Factory Racing   | 529   | Mollema (212), Nizzolo (78), Felline (64), Cancellara (59), Jungels (46)          | 70   |
| 14   | Team LottoNL-Jumbo    | 485   | Gesink (114), Kelderman (111), Kruijswijk (80), Vanmarcke (52), Lindeman (18)     | 110  |
| 15   | FDJ                   | 439   | Pinot (319), Geniez (44), Démare (33), Roux (22), Morabito (21)                   | 0    |
| 16   | Cannondale-Garmin     | 340   | Hesjedal (102), D. Martin (85), Talansky (54), Navardauskas (50), Slagter (49)    | 0    |
| 17   | IAM Cycling           | 189   | Frank (72), Elmiger (56), Pantano (27), Pelucchi (20), Sy. Chavanel (14)          | 0    |

### Classificació per país
La suma dels punts dels 5 primers ciclistes de cada país de la classificació individual dona lloc a la classificació per país. Aquesta classificació és la que determina, en finalitzar la Clàssica de Sant Sebastià, el nombre de ciclistes que poden participar en la cursa en ruta dels Mundials de Ciclisme.
| Pos. | País          | Punts | Millors cinc ciclistes                                                              |
| ---- | ------------- | ----- | ----------------------------------------------------------------------------------- |
| 1    | Espanya       | 1945  | Valverde (675), Rodríguez (474), Contador (407), D. Moreno (216), I. Izagirre (173) |
| 2    | Itàlia        | 1106  | Aru (448), Pozzovivo (242), Nibali (238), Ulissi (98), Paolini (80)                 |
| 3    | Colòmbia      | 1099  | N. Quintana (457), Urán (301), Ser. Henao (167), Chaves (134), Atapuma (40)         |
| 4    | Regne Unit    | 1041  | Froome (430), Thomas (283), A. Yates (150), S. Yates (148), Cavendish (30)          |
| 5    | Bèlgica       | 905   | Van Avermaet (324), Wellens (195), Gilbert (179), De Clercq (106), Benoot (101)     |
| 6    | França        | 881   | Pinot (319), Bardet (206), Alaphilippe (180), Gallopin (127), Vuillermoz (49)       |
| 7    | Països Baixos | 848   | T. Dumoulin (271), Mollema (212), Terpstra (140), Gesink (114), Kelderman (111)     |
| 8    | Austràlia     | 777   | Porte (314), Matthews (221), Dennis (135), Evans (76), Rogers (31)                  |
| 9    | Alemanya      | 587   | Degenkolb (302), Greipel (203), T. Martin (40), Geschke (32), Kittel (10)           |
| 10   | Noruega       | 453   | Kristoff (453)                                                                      |
| 11   | Polònia       | 376   | Kwiatkowski (195), Majka (165), Bodnar (16)                                         |
| 12   | Portugal      | 355   | Costa (324), Oliveira (24), Cardoso (6), Machado (1)                                |
| 13   | Txèquia       | 306   | Štybar (172), König (70), Kreuziger (64)                                            |
| 14   | Eslovènia     | 294   | Špilak (269), Polanc (16), Mezgec (9)                                               |
| 15   | Suïssa        | 270   | Frank (72), Albasini (62), Cancellara (59), Elmiger (56), Morabito (21)             |

- Van puntuar ciclistes de 34 països.